# 阿兹姆特酒店
阿兹姆特连锁酒店（俄語：Азимут Хотелс） 是一个由俄罗斯、德国、奥地利组成的连锁酒店管理公司。
酒店管理公司架构由阿兹姆特直属专营酒店、加盟酒店及长期签署租赁合同酒店三部分组成。酒店管理公司由企业家亚历山大·科良钦 于2004年创立。截止到2015年、该管理公司己拥有24家三星级和四星级连锁酒店，可提供总数约为8000个客房服务。

## 公司沿革

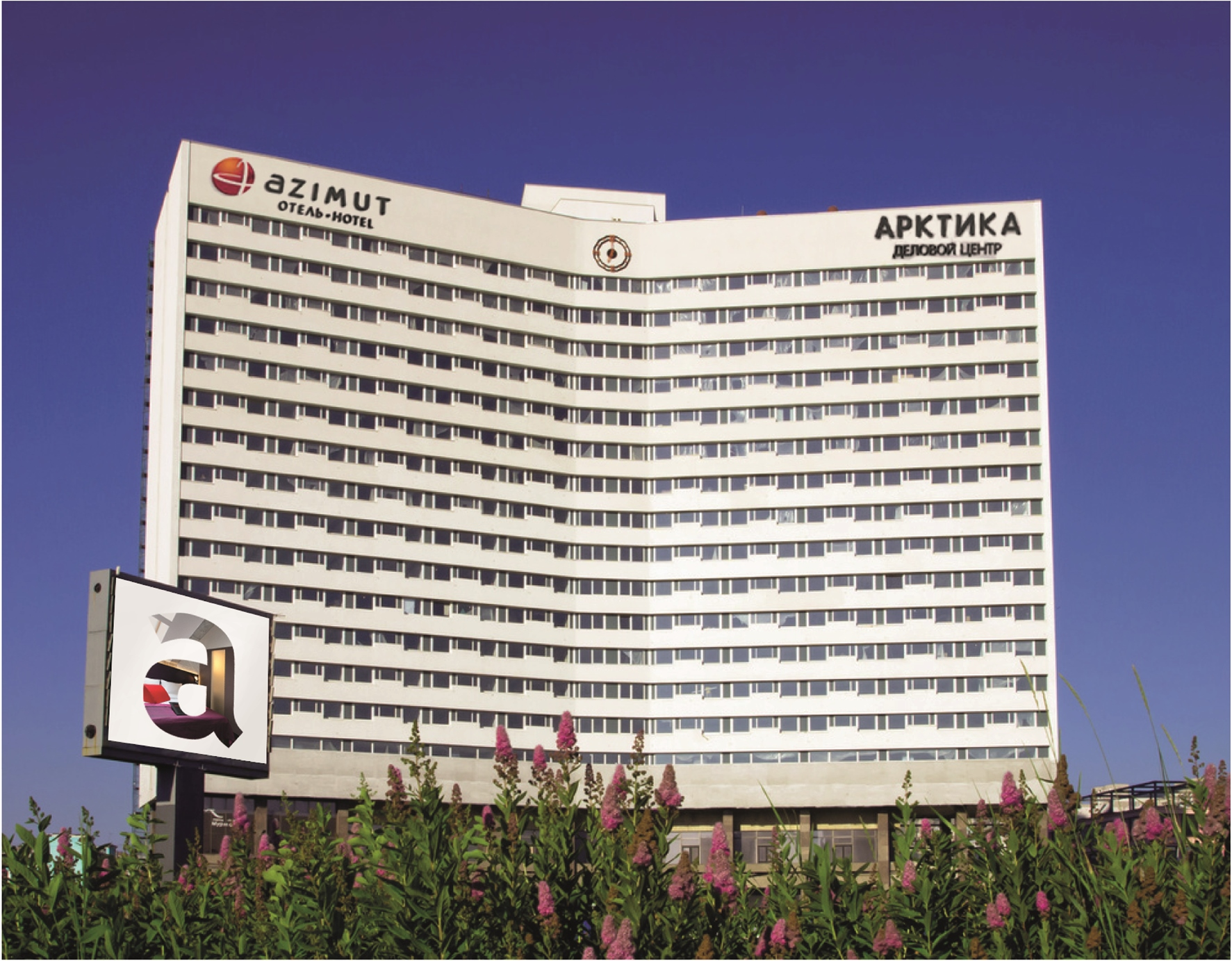
18摩尔曼斯克阿兹姆特酒店（原名为北极区域）—为北极圈内最高建筑。

2004年，亚历山大·科良钦在萨马拉、科斯特罗马和乌法收购了第一批酒店。
2005年，进入该酒店网的城市包括：圣彼得堡、符拉迪沃斯托克、阿斯特拉罕和摩尔曼斯克。
2006年，联合阿兹姆特旗舰下的所有酒店采用统一标准式服务及客房设备。
2007年，该公司已成为俄罗斯最大的连锁酒店之一，它的营业额为5400万美元，年增长率为30％
:25。
2008年，连锁酒店与德国和奥地利酒店联网:42， 并获得酒店管理和特许经营期（为期20-25年） 欧洲办事处设在柏林:87,88。
2010年，新西伯利亚（以加盟酒店形式）和沃罗涅日（以直属专营酒店形式）加入了阿兹姆特酒店管理公司。
2011年，包括下诺夫哥罗德酒店并入阿兹姆特管理公司:8。
2011年，俄罗斯和欧洲的业务部门合并到一个实体，总部设在莫斯科。
2012年, 公司总收入达 3.5亿卢布 管理酒店在莫斯科开了第一家酒店。
自2013年，该酒店公司管理在索契的综合酒店:1。 2013年底的并入莫斯科阿兹姆特奥林匹克连锁酒店的客房 数量共计487间- :178,180。
2015年四月，第二个维也纳 酒店三角洲酒店（英語：Vienna Delta Hotel)并入阿兹姆特酒店管理网。
在2015年阿兹姆特管理酒店开始与[亚太地区]国家合作。第一步—通过了《友好中国酒店项目》的自愿认证项目服务。
2016年莫斯科贝尔格莱德酒店停业将进行大修 (2014年阿兹姆特酒店管理公司收购的贝尔格莱徳酒店)。开业之后将更名为：阿兹姆特莫斯科斯摩棱斯克娅酒店 (英語：Azimut Moscow Smolenskaya Hotel)。

## 业主与管理
主要拥有酒店管理网和董事长亚历山大·科良钦(俄語：Александр Клячин)，同时掌管莫斯科«大都会»酒店:1和房地产开发公司KR Properties。
自2013年十一月该公司总代表为瓦尔特•诺伊曼 。他以前已经在酒店网络公司工作Rocco Forte，担任圣彼得堡阿斯特酒店和英格兰酒店的总经理。

## 建筑业
阿兹姆特连锁酒店管理公司还从事苏联时期的酒店改造业务。 例如，旧酒店设施改造的萨马拉国立豪华精选酒店。最近新改造的酒店分布在乌法、科斯特罗马、圣彼得堡、符拉迪沃斯托克及俄罗斯其他城市:166。

## 设施的历史

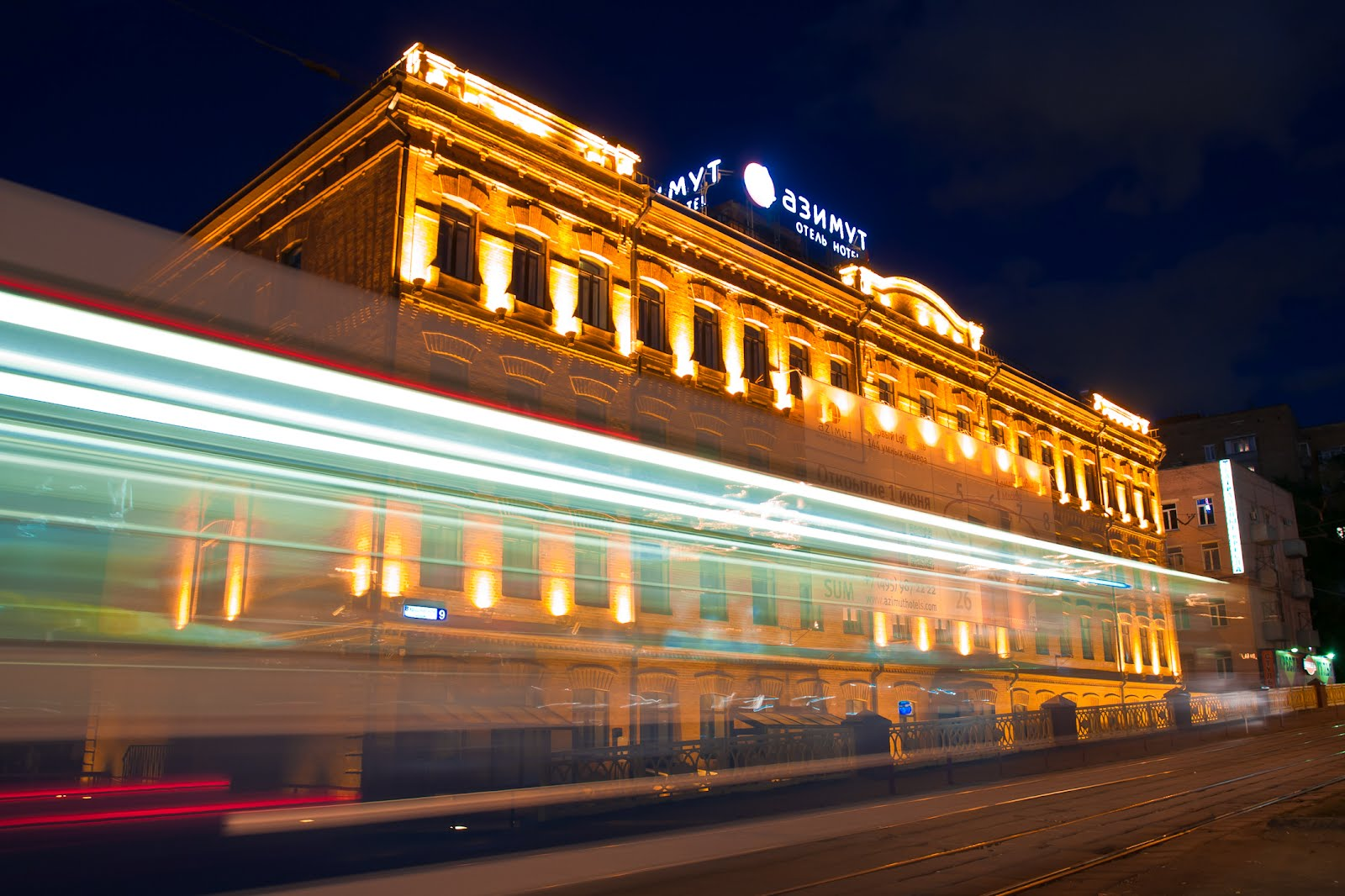
莫斯科阿兹姆特图拉酒店是一个由1867建的厂房改建成具有阁楼式风格的酒店。

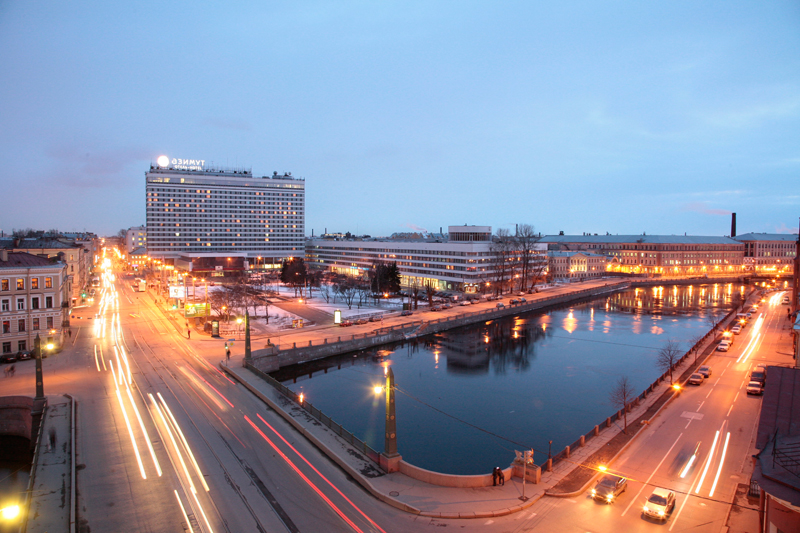
在世界最大酒店排名中，圣彼得堡阿兹姆特酒店占156位

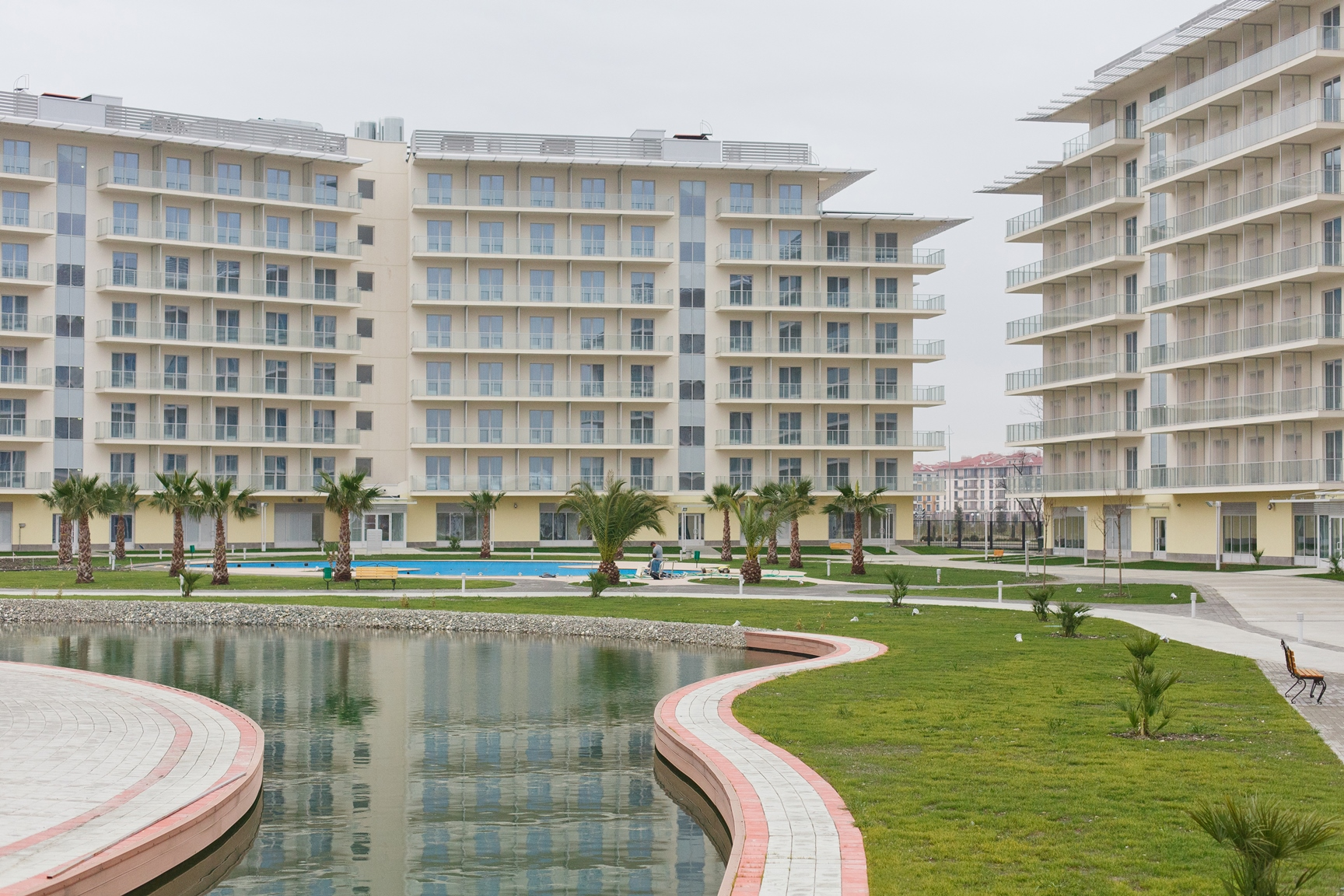
索契阿兹姆特酒店是一个欧洲最大综合酒店之一，拥有2880间客房，建于2013年。主要为2014年索契冬季奥林匹克运动会而建。

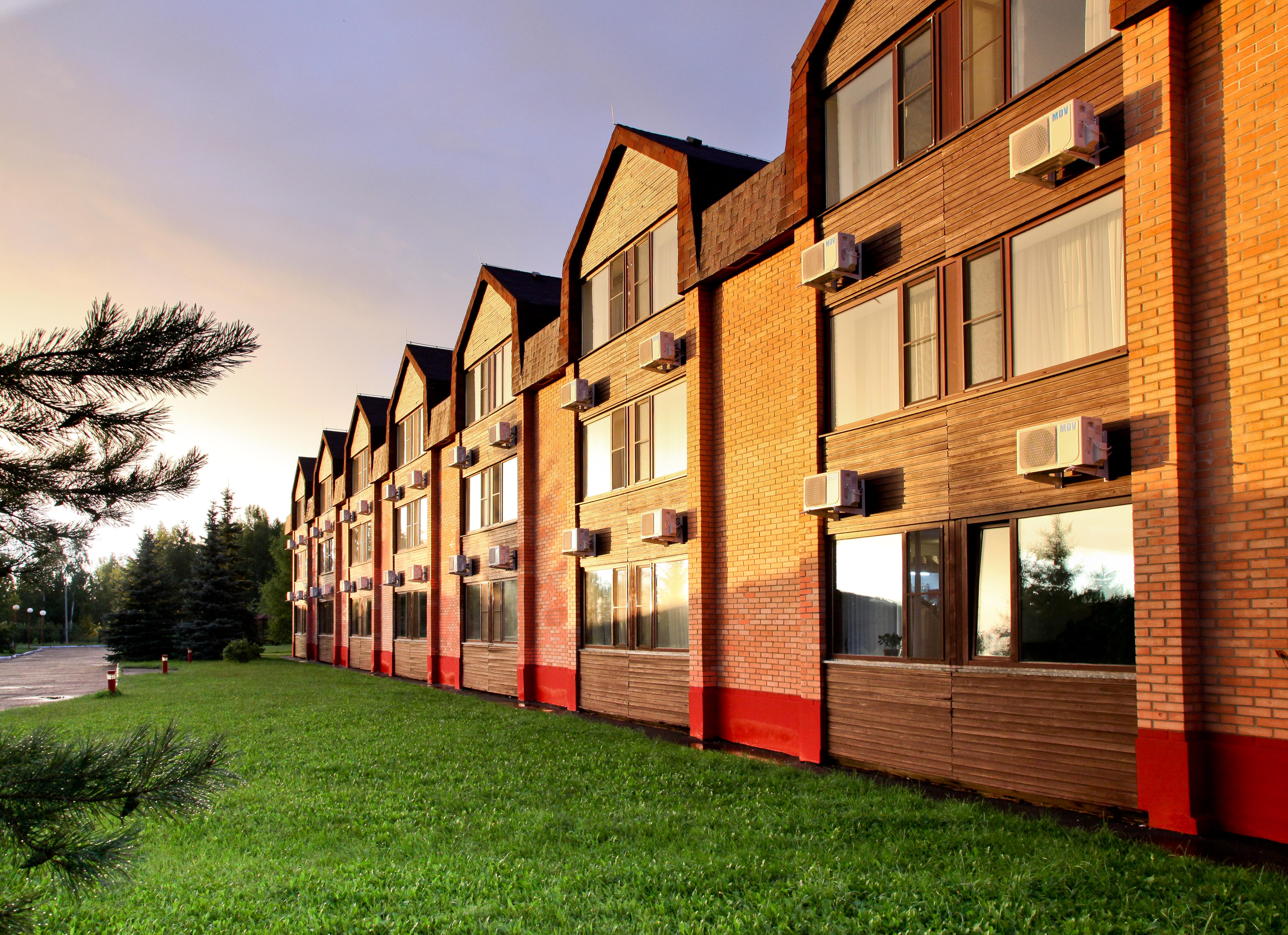
科斯特罗马阿兹姆特酒店（原名为科斯特罗马旅游酒店）是专为去俄罗斯金环旅游的游客所建，由瑞士公司（ENIKO）设计，于1991年建成。2006年进行重建。

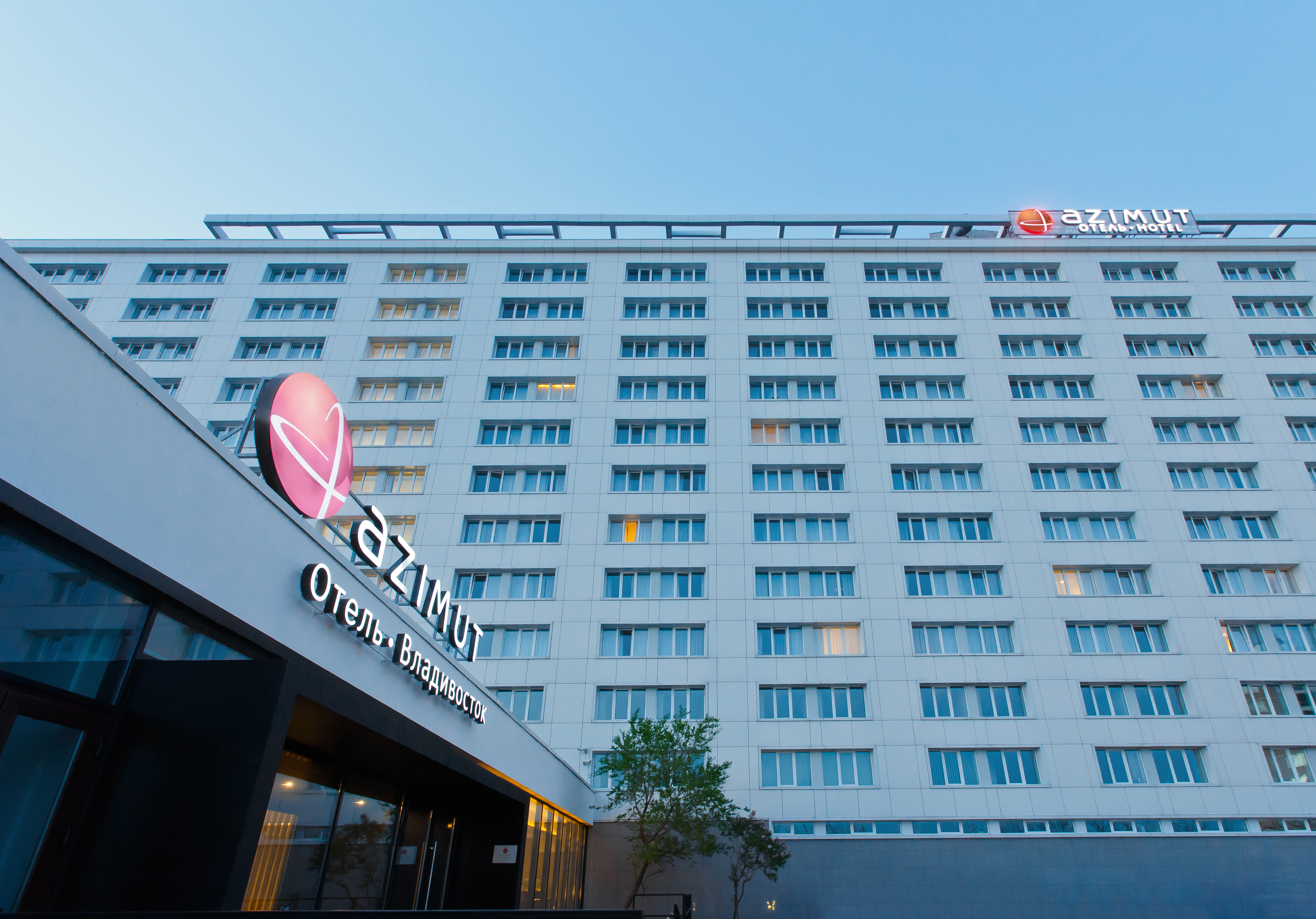
符拉迪沃斯托克阿兹姆特酒店拥有378间功能齐全的客房。酒店与2015年建于俄罗斯滨海边疆区。成为第七个阿兹姆特连锁酒店
。

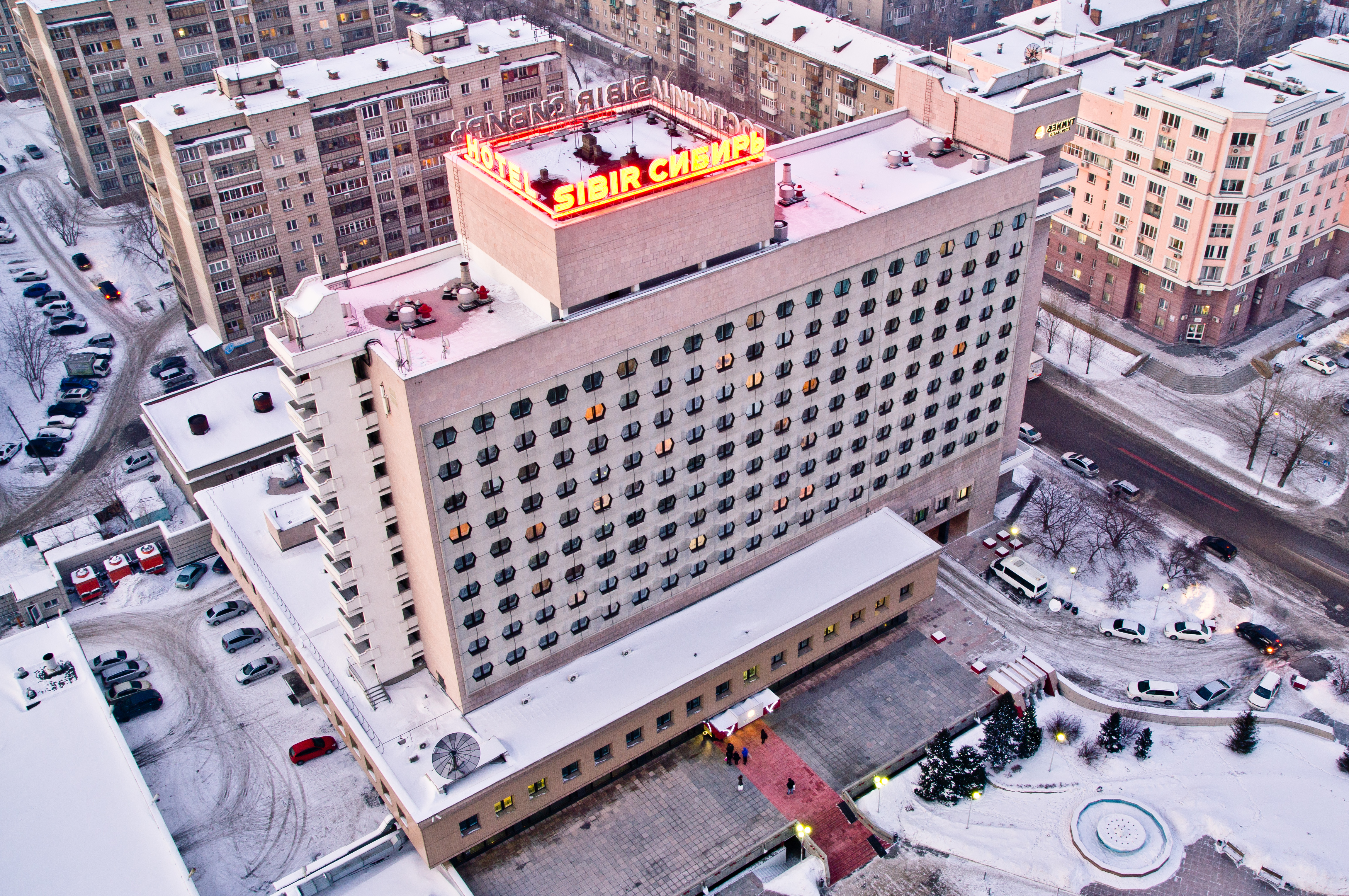
西伯利亚四星级阿兹姆特酒店是新西伯利亚市中心的象征，并于2014年进行修建。

| 号 | 酒店名称                        | 城市，国家            | 客房量 | 原用名                                                                  | 所建年份       |
| -- | ------------------------------- | --------------------- | ------ | ----------------------------------------------------------------------- | -------------- |
| 1  | 莫斯科阿兹姆特图拉酒店 3*       | 俄罗斯 莫斯科         | 144    | 1867建的厂房 (原名为ru)                                                 | 1867年         |
| 2  | 莫斯科阿兹姆特奥林匹克酒店 4*   | 俄罗斯 莫斯科         | 486    | Olympic Penta, Olympic Penta 万丽酒店                                   | 1991年         |
| 3  | 圣彼得堡阿兹姆特酒店 3*         | 俄罗斯 圣彼得堡       | 581    | 《苏维埃》酒店                                                          | 1967年         |
| 4  | 索契阿兹姆特酒店 3*             | 俄罗斯 索契           | 2880   | —                                                                       | 2013年         |
| 5  | 阿斯特拉罕阿兹姆特酒店 3*       | 俄罗斯 阿斯特拉罕     | 242    | 莲花酒店                                                                | 1971年         |
| 6  | 符拉迪沃斯托克阿兹姆特酒店 4*   | 俄罗斯 符拉迪沃斯托克 | 378    | 符拉迪沃斯托克酒店                                                      |                |
| 7  | 沃罗涅日阿兹姆特酒店 3*         | 俄罗斯 沃罗涅日       | 308    | 布尔诺酒店                                                              | 1984年         |
| 8  | 科斯特罗马阿兹姆特酒店 3*       | 俄罗斯 科斯特罗马     | 90     | 科斯特罗马旅游酒店                                                      | 1991年         |
| 9  | 摩尔曼斯克阿兹姆特酒店 4*       | 俄罗斯 摩尔曼斯克     | 186    | 北极区域酒店                                                            | 1984年         |
| 10 | 下诺夫哥罗德阿兹姆特酒店 3*     | 俄罗斯 下诺夫哥罗德   | 157    | 下诺夫哥罗德综合酒店                                                    | 1965年         |
| 11 | 萨马拉阿兹姆特酒店 3*           | 俄罗斯 萨马拉         | 96     | 全国大酒店                                                              | 1906年         |
| 12 | 西伯利亚阿兹姆特酒店 4*         | 俄罗斯 新西伯利亚     | 259    | 西伯利亚旅游酒店                                                        | 1991年         |
| 13 | 乌法阿兹姆特酒店 4*             | 俄罗斯 乌法           | 204    | 俄国酒店                                                                | 1967年         |
| 14 | 一个酒店《Fontanka》3*          | 俄罗斯 圣彼得堡       | 456    | 《苏维埃》酒店的一部分                                                  | 1967年         |
| 15 | 一个酒店《黑龙江海湾》3*        | 俄罗斯 符拉迪沃斯托克 | 203    | 符拉迪沃斯托克酒店的一部分                                              |                |
| 16 | 柏林库达姆大街阿兹姆特酒店 3*   | 德国 柏林             | 133    | 贝尔蒙多柏林酒店 (Austrian Hotel Company)、 Hardenberg、Frühling am Zoo | ~1920年        |
| 17 | 柏林南城阿兹姆特酒店邻近柏林 3* | 德国 柏林             | 156    | 柏林机场最佳西方洲酒店、Sorat                                           | 1994年         |
| 18 | 德累斯顿阿兹姆特酒店 3*         | 德国 德累斯顿         | 64     | 贝尔蒙多德累斯顿酒店、 Coventry-Hotel                                   | 1992年, 1895年 |
| 19 | 科隆阿兹姆特酒店 3*             | 德国 科隆             | 190    | 贝尔蒙多科隆酒店                                                        | 2008年, 1925年 |
| 20 | 慕尼黑东城阿兹姆特酒店 3*       | 德国 慕尼黑           | 167    | —                                                                       | 2008年         |
| 21 | 埃尔丁阿兹姆特酒店 3*           | 德国 埃尔丁           | 55     | Euro Suites Hotel                                                       | 1995年         |
| 22 | 纽伦堡阿兹姆特酒店 3*           | 德国 纽伦堡           | 118    | Azimut Eurohotel & Suites                                               | 1991年         |
| 23 | 阿兹姆特维也纳三角酒店 4*       | 奥地利 维也纳         | 180    | 维也纳三角酒店                                                          | 2006年         |
| 24 | 维也纳机场欧洲酒店 3*           | 奥地利 维也纳         | 114    | 洲酒店、马哥孛罗酒店、 维也纳机场酒店                                   | 1992年         |

### 引用
1. ↑  Воронцова 2014，第87頁
2. ↑  Овчаренко, Руденко & Барашок 2015，第38頁
3. 1 2 3   [阿兹姆特管理酒店：企业指南俄罗斯《公报》]. 俄罗斯《公报》, Sanoma Independent Media.   [2015年12月25日]. （原始内容存档于2020年11月27日） （俄语）.
4. ↑   [《福布斯俄罗斯200大富豪榜》(2015)]. 《福布斯》 俄罗斯. 2015  [2015年12月25日]. （原始内容存档于2016年11月23日） （俄语）.
5. 1 2 3  Patrick Mayock.  [阿兹姆特连锁酒店加强立足于俄罗斯]. Hotel News Now. 2012年4月19日  [2015年12月25日]. （原始内容存档于2015年12月22日） （英语）.
6. ↑   [《2015年度“全球酒店集团325强”》] (PDF). 《HOTELS》杂志 (美国). 2015  [2015年12月25日]. （原始内容 (PDF)存档于2016年12月24日） （英语）.
7. 1 2  . 新华网、新闻晚报. 2012年8月31日  [2015年12月25日]. （原始内容存档于2016年3月4日） （中文（简体））.
8. 1 2   [投资20亿卢布，改造«北极区域酒店»。]. 国际文传电讯社. 2012年9月15日  [2015年12月25日]. （原始内容存档于2015年9月25日） （俄语）.
9. ↑   [阿兹姆特连锁酒店历史]. Azimut Hotels Press Center.   [2015年12月25日]. （原始内容存档于2020年9月28日） （英语）.
10. ↑   [阿兹姆特管理酒店购买位于圣彼得堡的«苏维埃»酒店]. 《Expert》杂志 (西北) (俄罗斯). 2006年9月18日  [2015年12月25日]. （原始内容存档于2016年3月4日） （俄语）.
11. ↑  Eva Hartog. . 莫斯科时报 (莫斯科). 2014年9月29日  [2015年12月25日]. （原始内容存档于2015年12月22日） （英语）.
12. ↑  Чудновский, Жукова & Кормишова 2014，第25頁
13. ↑  Овчаренко, Руденко & Барашок 2015，第42頁
14. ↑   [款待与竞争]. 消息报 (莫斯科). 2008年6月23日  [2015年12月25日]. （原始内容存档于2013年3月16日） （俄语）.
15. ↑  Воронцова 2014，第87-88頁
16. 1 2  Михалев, Дмитрий.  [阿兹姆特管理酒店在新西伯利亚又打造了一个新型品牌酒店]. 莫斯科: 俄罗斯新闻社. 2011年6月8日  [2015年12月25日]. （原始内容存档于2016年3月5日）.
17. ↑   [阿兹姆特管理酒店方参与管理沃罗涅日最大的酒店]. 莫斯科: 俄罗斯新闻社. 2010年11月3日  [2015年12月25日]. （原始内容存档于2015年9月25日）.
18. ↑  Евсеева, Елена; Валюгин, Алексей.  [阿兹姆特管理酒店在下诺夫哥罗德]. 生意人报. №118(4173) (下诺夫哥罗德). 2009年7月3日: 8  [2015年12月25日]. （原始内容存档于2018年7月8日） （俄语）.
19. 1 2   [莫斯科第一个阁楼式风格酒店]. 俄罗斯《公报》 (莫斯科). 2012年6月25日  [2015年12月25日]. （原始内容存档于2018年7月8日） （俄语）.
20. 1 2  Аминов, Халиль.  [维克多·维克萨尔伯克成为亚历山大·科良钦阿兹姆特管理酒店旗下索契酒店的经理]. 生意人报. №84(5116) (莫斯科). 2013年5月21日: 1  [2015年12月25日]. （原始内容存档于2018年7月8日） （俄语）.
21. ↑  Арифуллин, М. В.; Морозова, Л.С.   [《创建和发展跨国连锁酒店的策略》]. 莫斯科, 俄罗斯: 莫斯科国立旅游业学院. 2012  [2015年12月25日]. ISBN 978-5-9630-0022-9. （原始内容存档于2019年7月13日） （俄语）.
22. 1 2  Wolfgang Tropf. . Österreichs News-Portal für Reise und Tourismus. 2015年4月21日  [2015年12月25日]. （原始内容存档于2015年9月25日） （德语）.
23. ↑  Людмила Климентьева.  [阿兹姆特酒店管理公司收购的贝尔格莱徳酒店，位于俄罗斯联邦外交部大楼对面]. 俄罗斯《公报》 (莫斯科). 2014年4月22日  [2016年1月22日]. （原始内容存档于2020年11月24日） （俄语）.
24. ↑  Владимир Миронов.  [位于莫斯科斯摩棱斯克广场的“孪生弟兄”塔楼大修之后将更名为：贝尔格莱德酒店]. 莫斯科: 《RBC journal》. 2016年1月21日  [2016年1月22日]. （原始内容存档于2017年2月7日） （俄语）.
25. ↑  Киселева, Елена; Аминов, Халиль.  [莫斯科“大都会”酒店和阿兹姆特管理酒店]. 生意人报. №64(4849) (莫斯科). 2012年4月11日: 1  [2015年12月25日]. （原始内容存档于2019年12月27日） （俄语）.
26. ↑   [《2014年度“俄罗斯房地产开发公司30强”》]. 莫斯科: 《RBC journal》. 2014年5月28日  [2015年12月25日]. （原始内容存档于2014年6月1日） （俄语）.
27. ↑   [瓦尔特•诺伊曼出任阿兹姆特管理酒店总经理]. 俄罗斯《公报》 №3480 (莫斯科). 2013年11月25日  [2015年12月25日]. （原始内容存档于2018年7月9日） （俄语）.
28. ↑  Овчаренко, Руденко & Барашок 2015，第166頁
29. 1 2  Петрова, Юлия.  [阿兹姆特管理酒店在莫斯科开了第一家酒店]. 俄罗斯《公报》 (莫斯科). 2012年5月31日  [2015年12月25日]. （原始内容存档于2018年7月8日） （俄语）.
30. ↑  Antonova, Maria (July/August 2012).  [阿兹姆特管理酒店在莫斯科开了第一家酒店]. 《Russian Life》杂志 (俄罗斯). 2012  [2015年12月25日]. （原始内容存档于2015年12月21日） （英语）.
31. ↑  . 莫斯科: 《REGNUM News Agency》. 2006年9月8日  [2015年12月25日]. （原始内容存档于2017年12月6日） （俄语）.
32. ↑   [«北极区域酒店»改造]. Real estate bulletin (BN newspaper). 2008年5月21日  [2015年12月25日]. （原始内容存档于2018年7月8日） （俄语）.
33. ↑  . 下诺夫哥罗德: 《RBC journal》. 2014年3月23日  [2015年12月25日]. （原始内容存档于2016年3月4日） （俄语）.
34. ↑   [New Image and brand for oldest Samara’s]. Information Group of 63 region. 22 September 2006  [18 December 2015]. （原始内容存档于2016-03-04） （俄语）.
35. ↑  Руднев, Михаил.  [阿兹姆特管理酒店参与管理新西伯利亚酒店20年]. 俄罗斯《公报》 №2665 (莫斯科). 2010年8月10日  [2015年12月25日]. （原始内容存档于2018年7月8日） （俄语）.
36. ↑  Синенко, С. Г.  [《新和老乌法》]. 乌法, 俄罗斯: 巴什科尔托斯坦共和国政府出版业. 2007  [2015年12月25日]. ISBN 978-5-8258-0236-7. （原始内容存档于2019年7月13日） （俄语）.
37. ↑  . AHGZonline (Allgemeine Hotel und Gastronomie Zeitung). 2010年5月28日  [2015年12月25日]. （原始内容存档于2018年1月26日） （德语）.
38. ↑  . AHGZonline (Allgemeine Hotel und Gastronomie Zeitung). 2012年1月3日  [2015年12月25日]. （原始内容存档于2018年1月26日） （德语）.
39. 1 2  . AHGZonline (Allgemeine Hotel und Gastronomie Zeitung). 2010年7月16日  [2015年12月25日]. （原始内容存档于2018年1月26日） （德语）.
40. ↑  . 莫斯科: 《RBC journal》. 2008年11月1日  [18 December 2015]. （原始内容存档于2015年9月25日） （俄语）.
41. ↑  . City News Köln. 2013年12月15日  [2015年12月25日]. （原始内容存档于2021年1月19日） （德语）.
42. ↑  . tma-online.at (Travel Management Austria). 2014年4月4日  [2015年12月25日]. （原始内容存档于2018年1月26日） （德语）.
43. ↑  . Top hotel (Das Magazin Der Hotellerie). 2015年7月3日  [2015年12月25日]. （原始内容存档于2019年7月13日） （德语）.
44. ↑  . tma-online.at (Travel Management Austria). 25 September 2014  [2015年12月25日]. （原始内容存档于2018年1月26日） （德语）.
45. 1 2  . tma-online.at (Travel Management Austria). 22 April 2015  [18 December 2015]. （原始内容存档于2018-01-26） （德语）.
46. ↑  Егошина, Евгения. . 滨海边疆区: Вести. 2015年5月15日  [2015年12月25日]. （原始内容存档于2017年12月1日） （俄语）.
47. ↑   參: